# Pharnavaz I av Iberien
Pharnavaz I (georgiska: ფარნავაზ I), född 326 f.Kr., död 234 f.Kr., var en kung av Iberien.